# Бейзилон, Джон
Джон Бейзилон (англ. John Basilone; 4 ноября 1916, Буффало, штат Нью-Йорк — 19 февраля 1945, Иводзима) — комендор-сержант морской пехоты США, кавалер Медали Почёта, полученной за действия в битве за Гуадалканал во время Второй мировой войны. Единственный морской пехотинец в этой войне, получивший Медаль Почёта и Военно-морской крест.
Джон служил три года в армии Соединённых Штатов на Филиппинах, в 1940 году вступил в корпус морской пехоты. После прохождения курса подготовки часть Бейзилона была развёрнута на базе Гуантанамо (Куба), затем переброшена на Соломоновы острова и, в конечном счёте, — на Гуадалканал.
Высшей воинской награды США он удостоился за то, что в ходе двухдневных боёв сдерживал атаку отряда японских войск численностью около 3000 солдат, даже после того, как из 15 человек его подразделения в строю остались только двое. Был убит в бою в первый день битвы за Иводзиму, после чего был посмертно удостоен Военно-морского креста. В честь Бейзилона были названы улицы, военные объекты и эсминец ВМС США.

## Ранние годы
Бейзилон родился 4 ноября 1916 года в Буффало (штат Нью-Йорк) и был шестым из десяти детей. Его отец, Сальваторе Базилоне, эмигрировал из Неаполя (Италия) в 1903 году и поселился в городе Раритан (Нью-Джерси). Его мать, Дора Бендживенга (англ. Dora Bengivenga), родилась в 1889 году и выросла в Манвилле (Нью-Джерси), но её родители, Карло и Катарина, также приехали в США из Неаполя. Родители Джона познакомились в церкви и поженились через три года. Бейзилон вырос недалеко от Реритана, где учился в местной приходской школе. В возрасте пятнадцати лет он бросил учёбу.

## Военная служба
До призыва в вооружённые силы Бейзилон работал кедди в местном гольф-клубе. Был призван в армию США и завершил свою трёхлетнюю службу на Филиппинах, где стал чемпионом по боксу. По возвращении Джон работал водителем грузовика в городе Рейерстерстаун (штат Мэриленд). Поработав водителем грузовика в течение нескольких месяцев, Бейзилон хотел вернуться в Манилу и считал, что сможет попасть туда быстрее, если запишется в морскую пехоту. Джон поступил в морскую пехоту в июле 1940 года в Балтиморе и прошёл обучение, как обычный новобранец. Последующая подготовка проходила на базах Корпуса морской пехоты в Квантико и Нью-Ривер. Позже Джон был направлен на базу Гуантанамо на Кубе для последующего назначения на место службы, а затем — Гуадалканал на Соломоновых островах в составе 1-го батальона 7-го полка 1-й дивизии корпуса морской пехоты.

### Гуадалканал

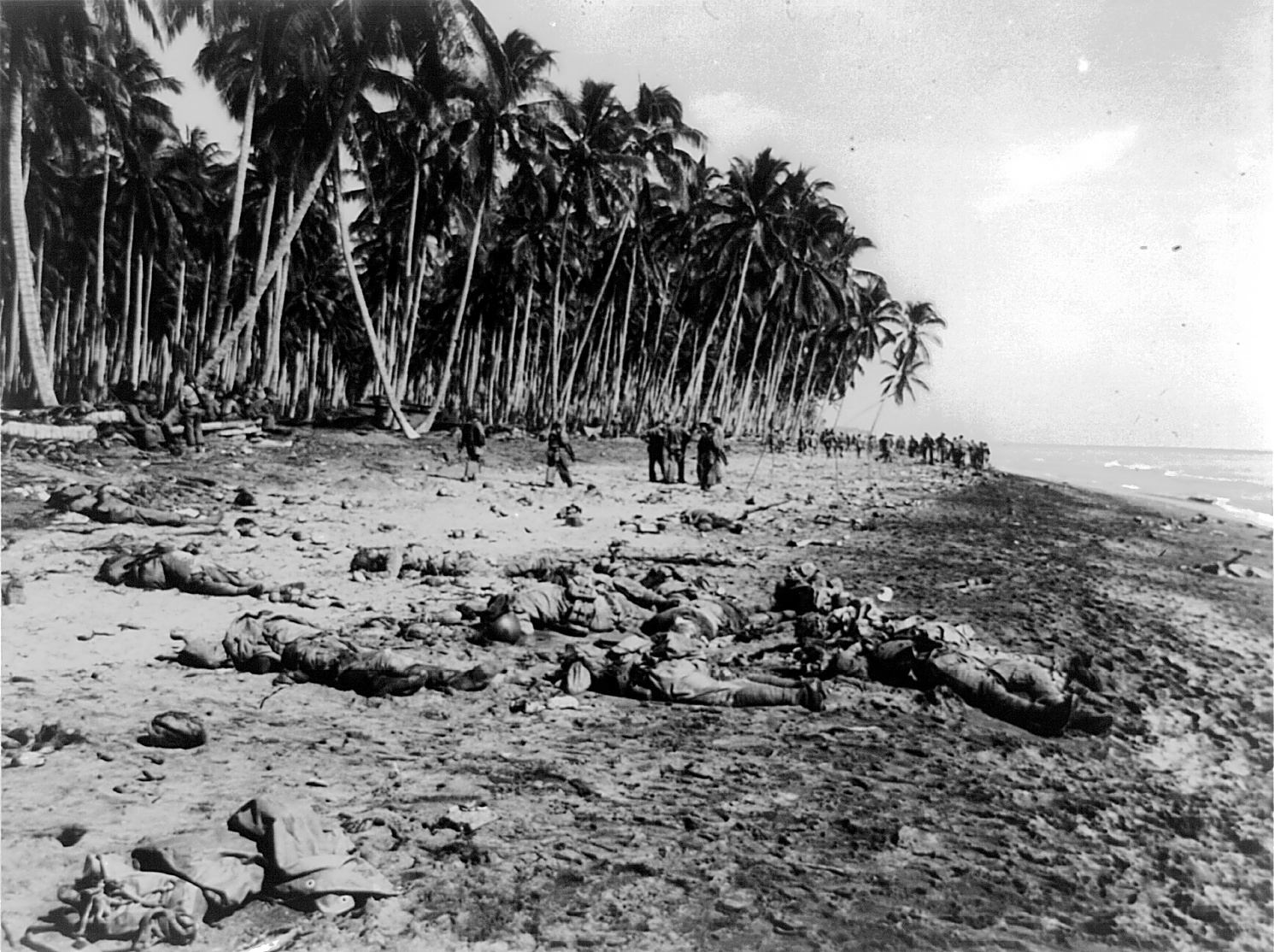
Тела японских солдат после боя на Гуадалканале

На острове Гуадалканал морские пехотинцы дали Джону прозвище «Манильский Джон» (англ. Manila John) из-за того, что он много рассказывал о своей службе на Филиппинах. Во время боя за аэродром Хендерсон-филд подразделение Бейзилона подверглось атаке примерно 3000 японцев из Сендайской дивизии. 24 октября 1942 года японские войска начали фронтальные атаки с использованием пулемётов, гранат и миномётов против американских тяжёлых пулемётов. Бейзилон командовал двумя пулемётными расчётами, которые сражались в течение следующих двух дней, пока в строю не остались только Бейзилон и двое других морских пехотинцев. Установив дополнительный пулемёт, он вёл непрерывный огонь по наступающим японским войскам. Затем Джон отремонтировал и укомплектовал другой пулемёт и удерживал оборонительную линию до прибытия подкреплений. Когда ещё шёл бой, боеприпасов стало критически мало. Так как линии снабжения были отрезаны, Бейзилон, прорываясь через вражескую территорию, пополнял запасы патронов своих расчётов. К концу боя японский полк был практически уничтожен. За действия во время этого боя Бейзилон получил высшую военную награду США — Медаль Почёта.
Рядовой первого класса Нэш У. Филлипс, из Файетсвилла (Северная Каролина) позже так отзывался об этом бое:

Бейзилон бил из пулемёта и перетаскивал его в течение трёх дней и ночей без сна, отдыха или еды. У него была хорошая позиция, он доставил японцам много хлопот, стреляя не только из пулемёта, но и из пистолета.
Оригинальный текст (англ.)Basilone had a machine gun on the go for three days and nights without sleep, rest, or food. He was in a good emplacement, and causing the Japanese lots of trouble, not only firing his machine gun, but also using his pistol.— Нэш У. Филлипс

### Поездки по США и женитьба
После получения Медали Почёта Джон вернулся в Соединённые Штаты и принял участие в туре, призванном привлечь деньги для военного займа. Приезд Бейзилона получил широкую огласку и в его родном городе, когда он туда вернулся, состоялся парад в его честь. Парад прошёл в воскресенье, 19 сентября 1943 года, и собрал много людей (в том числе политиков, знаменитостей и национальную прессу). О параде было упомянуто в журналах «Life» и «Fox Movietone News». После парада Бейзилон продолжил поездку по стране для сбора средств на военные нужды и, в конце концов, стал знаменитостью. Хотя Джон был благодарен за возможность стать знаменитым, он чувствовал себя не в своей тарелке и просил, чтобы его вернули на фронт. Корпус морской пехоты отказал в просьбе, мотивируя тем, что в Джоне больше нуждаются на «внутреннем фронте». Через год Бейзилону предложили увольнение со службы, но он отказался и стал инструктором новобранцев. Джон снова подал рапорт об отправке на фронт, и на этот раз его просьба была удовлетворена. Бейзилон уехал 27 декабря 1943 года в Кэмп-Пендлтон (штат Калифорния) для подготовки. Во время своего пребывания в Кэмп-Пендлтоне он познакомился со своей будущей женой, Леной Мэй Ригги, которая была сержантом резерва морской пехоты. Джон и Лена поженились в церкви Звезды Святой Марии в городе Ошенсайд 10 июля 1944 года, банкет прошёл в отеле «Карлсбад». Молодожёны провели свой медовый месяц на луковой ферме родителей невесты в Портленде (штат Орегон). Затем Джон вернулся на Тихий океан.

### Иводзима

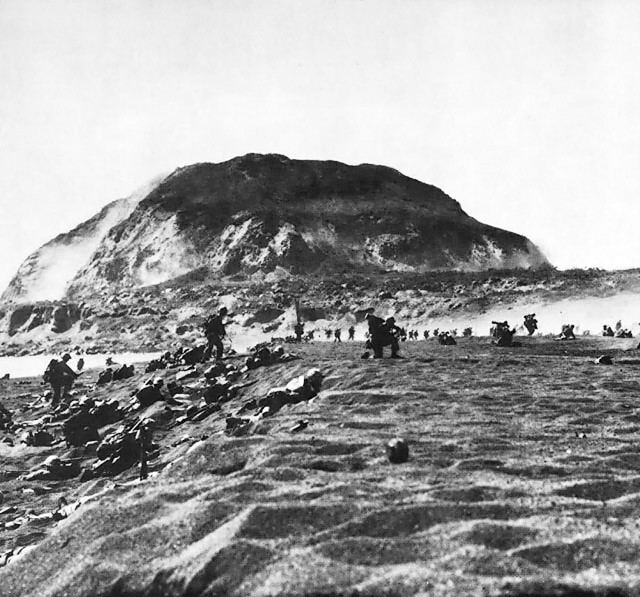
Морские пехотинцы высаживаются на Иводзиме

После того как просьба Бейзилона о возвращении во флот была одобрена, он был назначен в роту «С» (Чарли) 1-го батальона 27-го полка 5-й дивизии морской пехоты во время высадки на Иводзиму. 19 февраля 1945 года Джон стал командиром пулемётного расчёта. Его подразделению было поручено высадиться на участке Red Beach II. Японцы встретили наступающих огнём сильно укреплённых огневых точек, построенных по всей территории острова. Так как его подразделение было сковано огнём противника, Бейзилон обошёл японские позиции, пока не оказался непосредственно на крыше японского ДОТа. Джон забросал японцев гранатами и в одиночку уничтожил целый опорный пункт и его гарнизон. Затем он пробился к Аэродрому № 1 и помог американскому танку, попавшему на минном поле под сильный миномётный и артиллерийский огонь. Бейзилон провёл тяжёлое транспортное средство по опасной местности, несмотря на сильный огонь японцев. Когда Джон двигался по краю аэродрома, он был убит осколком японского снаряда . Действия Бейзилона помогли морским пехотинцам преодолеть оборону японцев на месте высадки, где морпехи были прижаты к земле плотным огнём противника и могли в любой момент быть сброшены обратно в море. За доблесть в битве за Иводзиму, Джон Бейзилон был посмертно награждён второй по значимости наградой морской пехоты — Военно-морским крестом.
Джон Бейзилон был похоронен на Арлингтонском национальном кладбище в штате Виргиния: его могила под номером 384 находится на 12-м участке сетки Y / Z 23.5. Жена Джона Лена М. Бейзилон умерла 11 июня 1999 года в возрасте 86 лет и была похоронена на Риверсайдском национальном кладбище. В некрологе было отмечено, что она после гибели мужа так и не вышла замуж.

## Другие почести

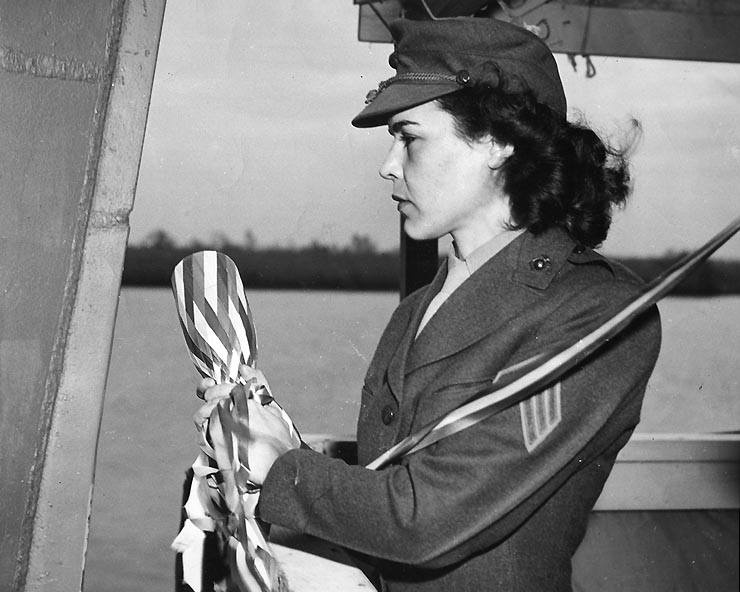
Сержант Лена Мэй Бейзилон, вдова Джона Бейзилона, готовится к церемонии присвоения имени «Бейзилон» спускаемому на воду эсминцу ВМС США (21 декабря, 1945)

Бейзилон получил посмертно множество почестей, в числе которых — названный в честь него эсминец ВМС США, почтовая марка, несколько мемориальных досок, памятников и географических достопримечательностей, включая бюст в Маленькой Италии в Сан-Диего на пьяцца, названной в его честь.

### Эсминец «Бейзилон»

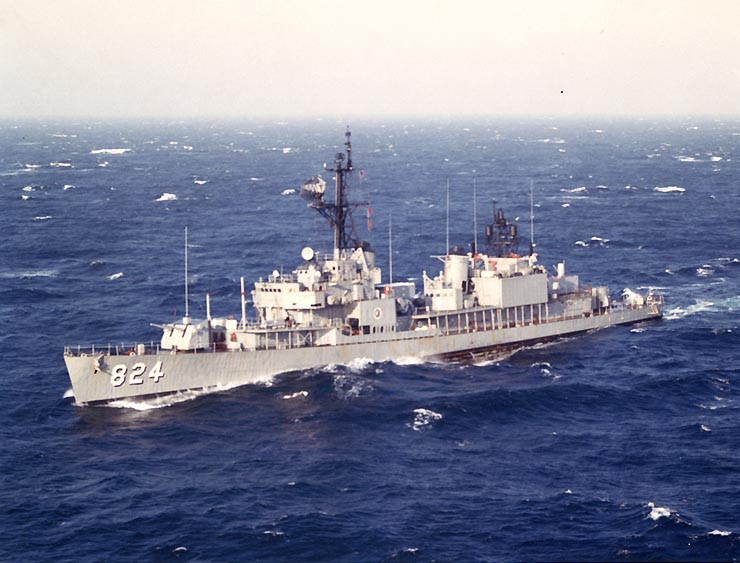
Эсминец «Бейзилон»

«Бейзилон» — эсминец ВМС США типа «Гиринг» — был включен в состав флота 1949 году. Киль был заложен 7 июля 1945 года в городе Ориндж (Техас), корабль спущен на воду 21 декабря 1945 года. Сержант Лена Mэй Бейзилон присвоила кораблю имя.

### Память за пределами корпуса морской пехоты
Джону Бейзилону посвящена памятная доска на флотском Мемориале Соединённых Штатов в городе Вашингтоне. В честь него установлен бюст в Маленькой Италии в городе Сан-Диего. Военный мемориал, посвящённый жителям Маленькой Италии, которые участвовали во Второй мировой и Корейской войнах называется в честь Бейзилона.
10 ноября 2005 года Почтовая служба США опубликовала серию марок «Отличившиеся морские пехотинцы» в честь четырёх героев корпуса морской пехоты, в том числе марки с Бейзилоном.
В городке Реритан, где Джон вырос, чтят его память, его именем названы: футбольное поле в средней школе Бриджуотер-Реритан «Бейзилон-филд»; путепровод на Сомервилл-Секл в Сомервилле (штат Нью-Джерси). Мост через реку Реритан в штате Нью-Джерси называется «Бейзилон-бридж». Другой мост, который пересекает реку Реритан на Первой авеню и Канал-стрит города Реритан, также носит его имя. Также в память о Джоне была установлена мемориальная статуя, изображающая его держащим пулемёт «Браунинг». Она расположена на пересечении Олд-Йорк-Роуд и Канал-Стрит. В Реританской общественной библиотеке есть комната Бейзилона, где хранятся памятные вещи, связанные с Джоном. Ежегодно в последние выходные сентября в городе отмечают парадом и концертом «День Бейзилона».

### Здания и памятники в корпусе морской пехоты
Корпус морской пехоты назвал в честь Джона некоторые объекты на базе Корпуса морской пехоты в Кэмп-Пендлтон, в том числе точка въезда на базу с 5-й федеральной трассы называется «Бейзилон-роуд», 5-я федеральная трасса проходит через базу, которая называется «Сержант Джон Бейзилон», а зона приземления с парашютом — «Точка сброса Бейзилона».

### Тихий океан (сериал 2010 года)
История Джона Бейзилона вместе с историями двух других морских пехотинцев стала основой 10-серийного фильма HBO «Тихий океан», преемника сериала «Братья по оружию». Актёр Джон Седа сыграл Джона Бейзилона.
Сериал рассказывает о боях на Тихом Океане с точки зрения рядовых морских пехотинцев. Он был хорошо встречен как критиками, так и зрителями. 29 августа 2010 года сериал стал победителем премии Эмми в жанре мини-сериала.